# المرأة في الحروب القديمة

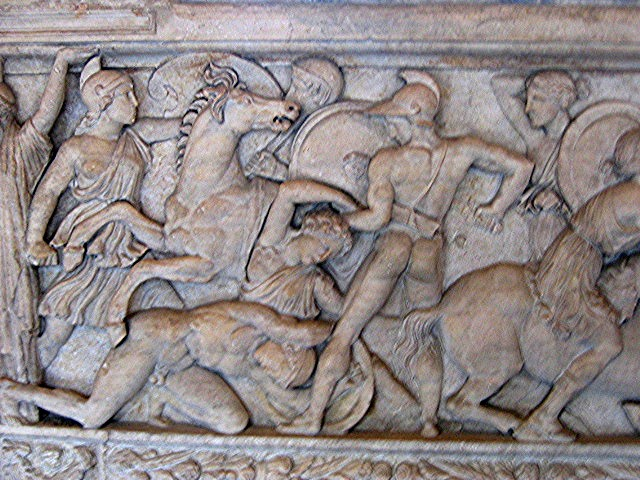
معركة أمازونوماتشي بين اليونانيين والأمازون، وإغاثة التابوت - ج. 180 قبل الميلاد، وجدت في سالونيك، 1836، والآن في متحف اللوفر، قسم الآثار اليونانية

دور المرأة في الحروب القديمة تختلف من ثقافة إلى أخرى. الحرب على مر التاريخ المكتوب أساسا قد صورت في العصر الحديث كمسألة للرجال، ولكن لقد لعبت النساء دورا في الحرب. حتى وقت قريب جدا، أدرج ذكر القليل من هذه المآثر في التاريخ في معظم البلدان، إلى جانب الأمازون. 
الآلهة الإناث، التي تسبق السجلات التاريخية، الموجودة في معظم الحضارات القديمة. غالبا ما صورن كمحاربات، مما يشير إلى وجود انتشار النساء بين هذه الأنشطة السابقة لإحداث تغيير عميق في العديد من الثقافات الإنسانية بعد اعتماد الزراعة باعتبارها القوت نموذجي. 
وفيما يلي قائمة من الشخصيات النسائية البارزة اللاتي شاركن في الحروب، والتي تم تجميعها من بداية مجتزأة من السجلات المكتوبة إلى حوالي 500 م. يوفر البحوث الأثرية مزيد من التفاصيل والقرائن بشكل منتظم. 

## الجدول الزمني للنساء في الحرب القديمة في جميع أنحاء العالم

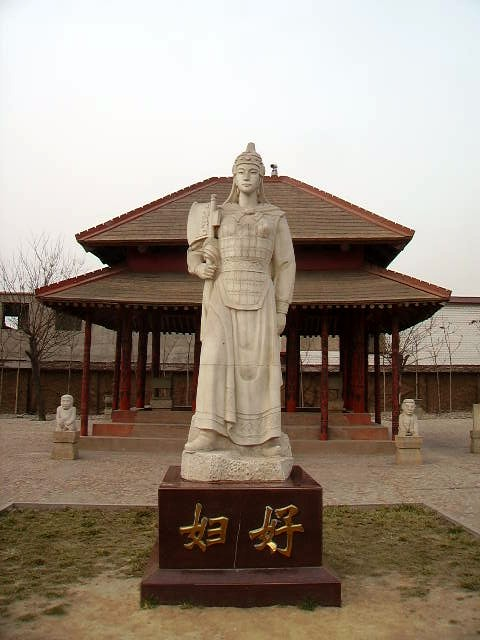
تمثال فو هاو في ياونجو

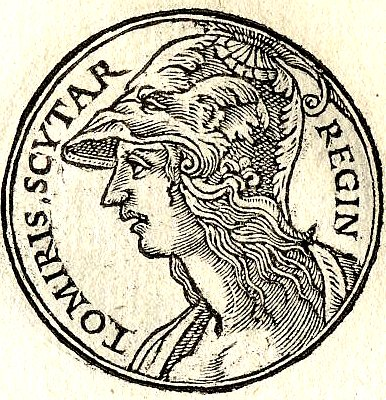
تومريس من برومبتواري

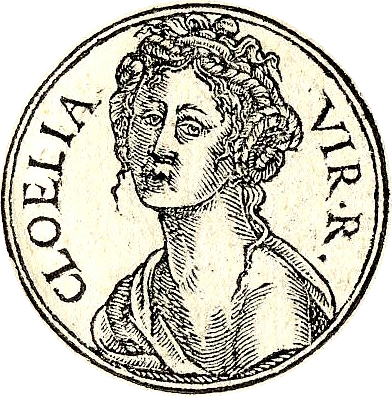
كلويلا من برومبتواري

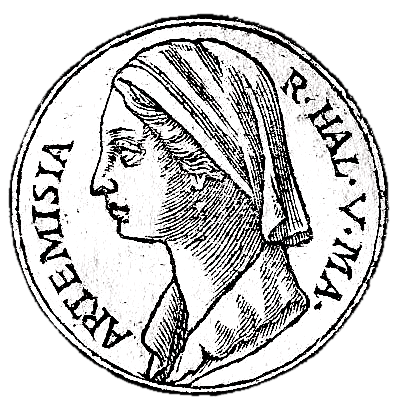
آرتميس الأولى من برومبتواري

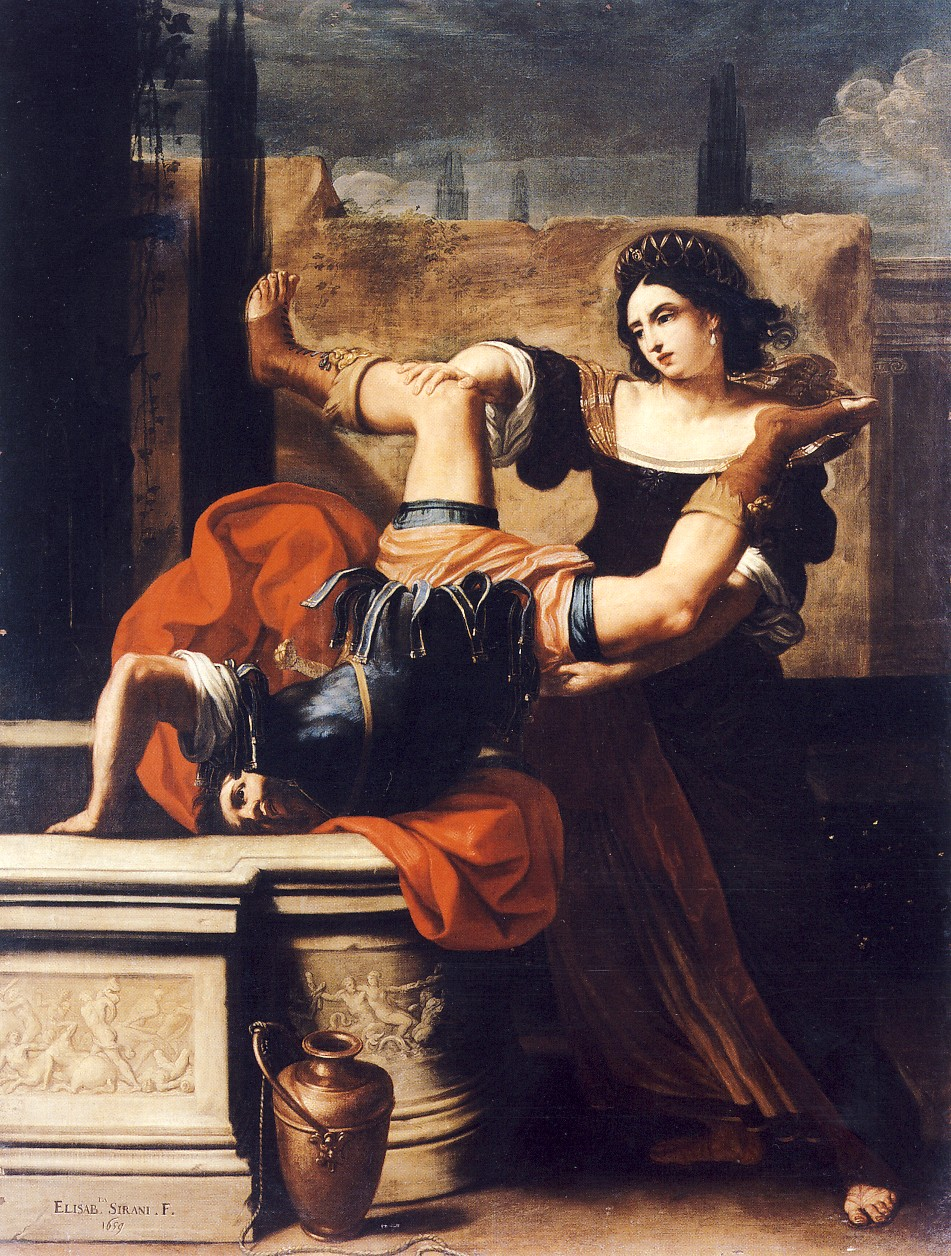
1659 لوحة من قبل إليزابيتا سيراني تصور تيموكليا من طيبا تدفع القائد التراقي الذي اغتصبها في البئر.

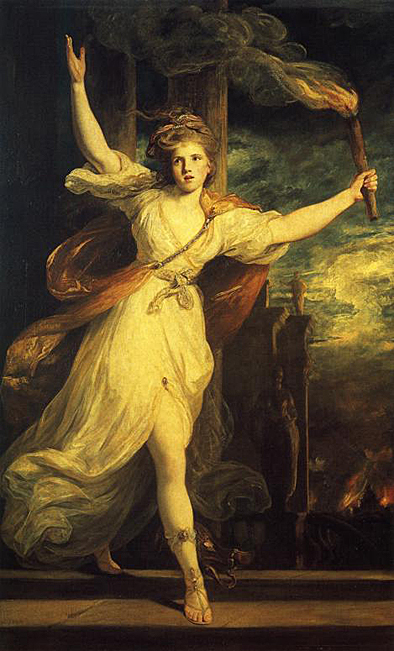
صورة من القرن 18 لثيا

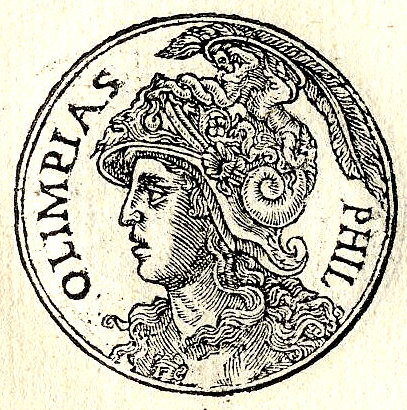
أوليمبياس من برومبتواري

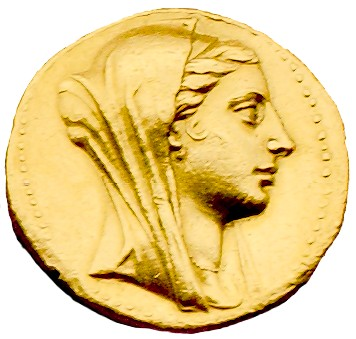
أرسينوي III مصر

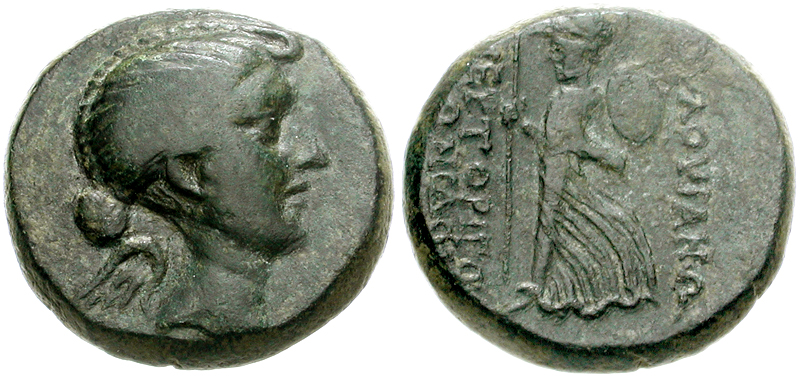
فولوفيا الامبراطورية الرومانية

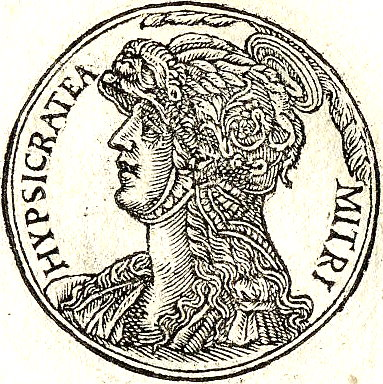
هايبسيكراتيا برومبتواري

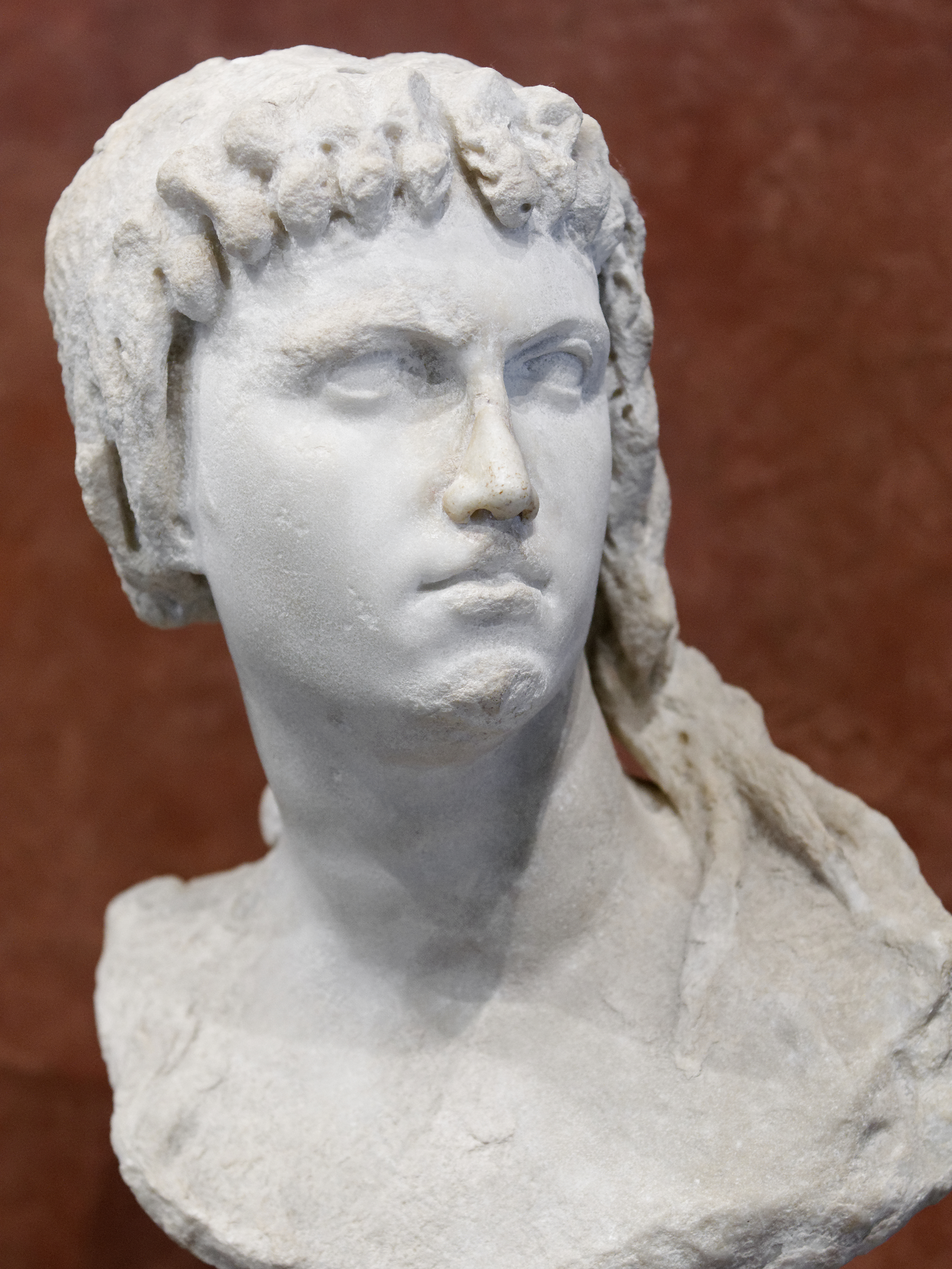
كليوبترا II

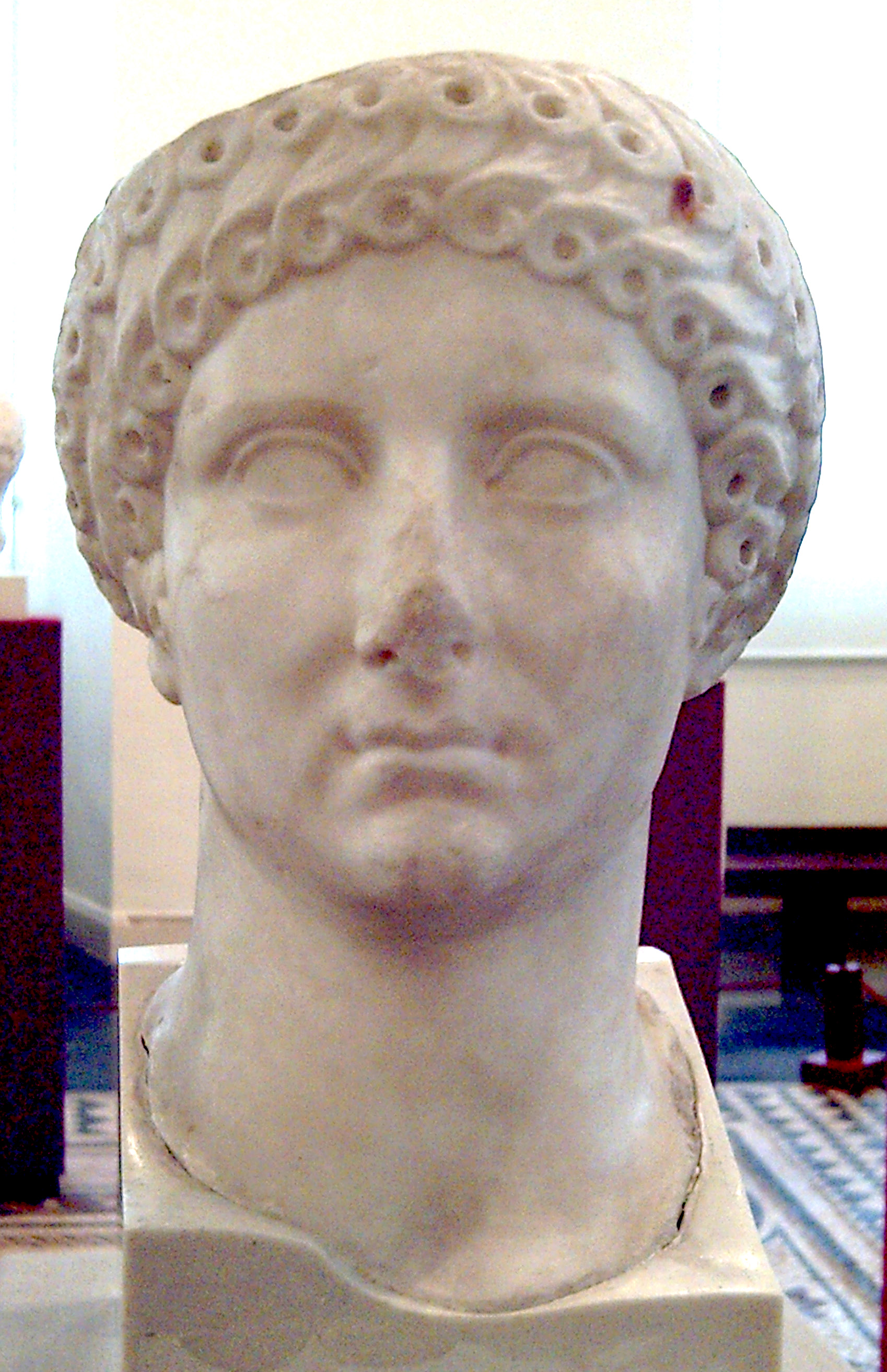
أغريبينا الكبرى

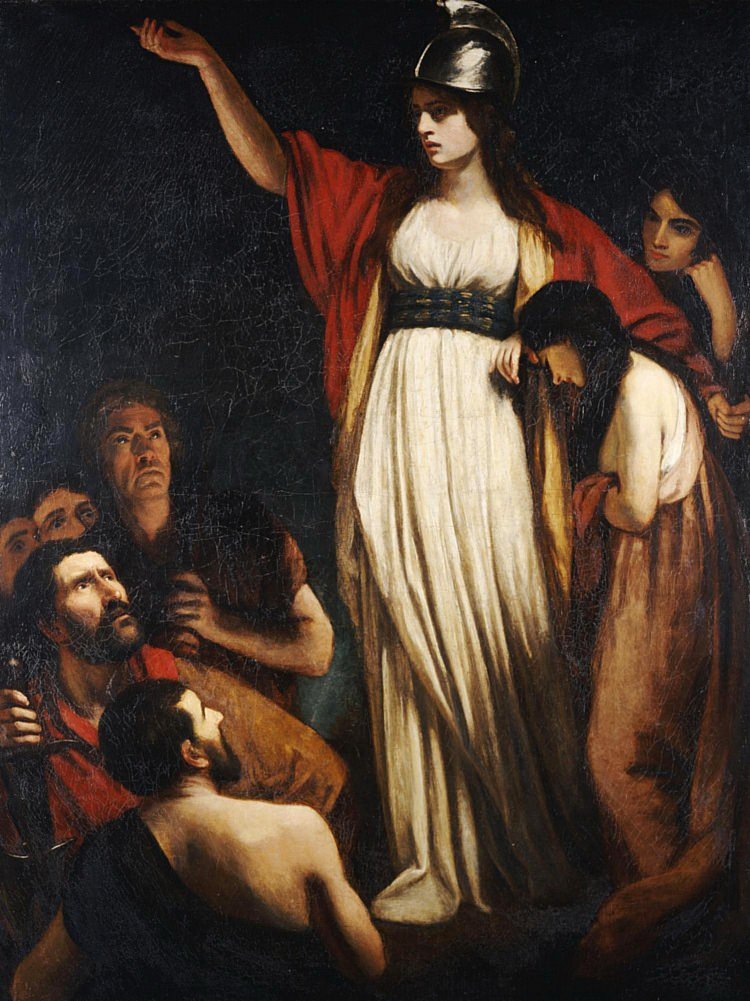
بواديسيات اصفة البريطانيين من قبل جون أوبي

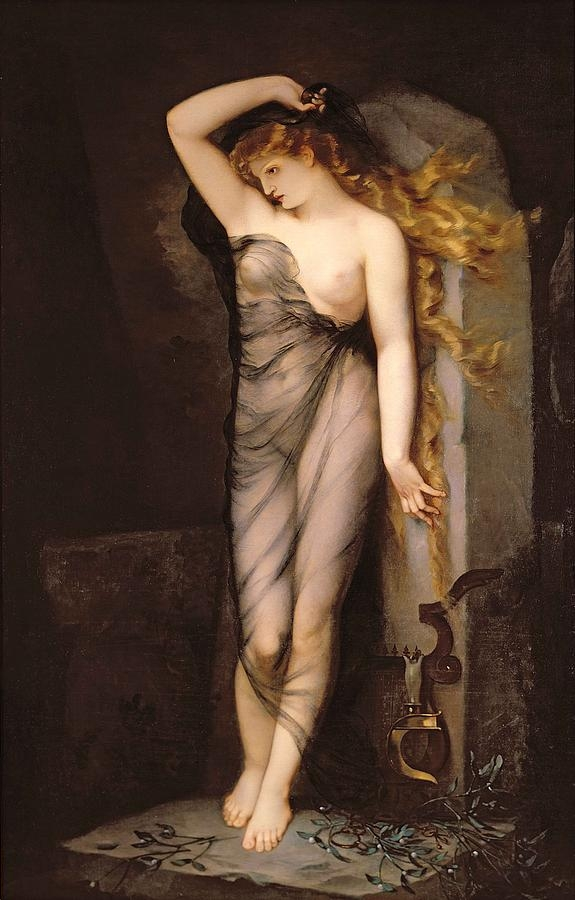
فيليدا بواسطة تشارلز فويلموت

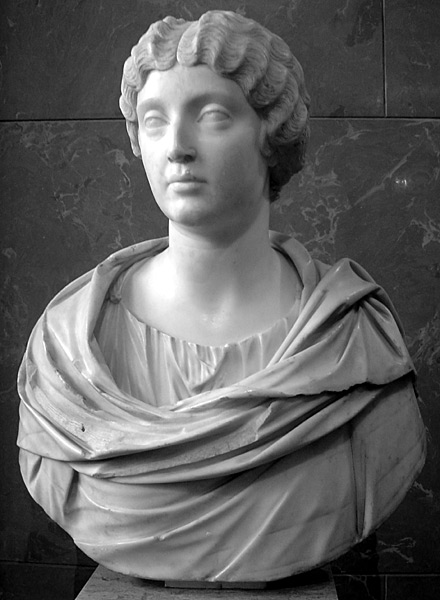
فوستينا الصغرى

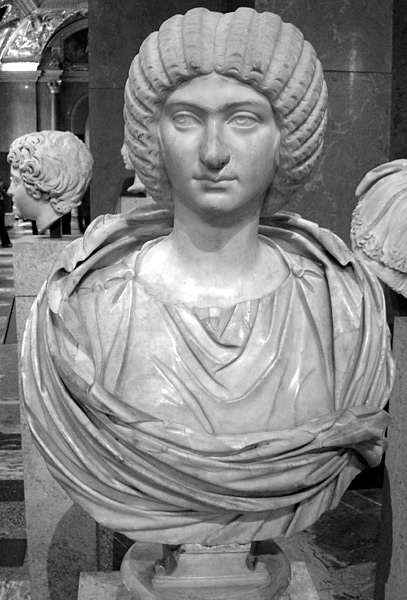
جوليا دومنا

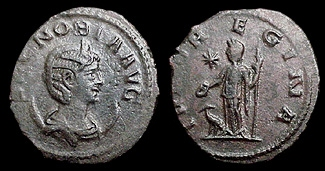
عملة تصور زنوبيا

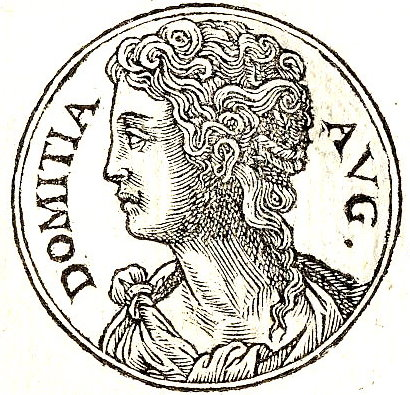
ألبيا دومينيكا برومبتواري

### القرن الـ17 قبل الميلاد
- القرن الـ17 قبل الميلاد - تنسب إياح حتب مع اللوحة في الكرنك ل «بعد أن سحبت مصر معها، بعد أن أعتنت بجيشها، وأخضعته لحراستها، بعد عودة أولئك الذين فروا، لتلملم الفارين لها، بعد أن هدأت الجنوب، إخضعت أولئك الذين تحدوها».[1]
- دفنت إياح حتب الثانية مع الخنجر والفأس، فضلا عن ثلاث قلادات حشرات ذهبية، التي أعطيت كمكافآت للبسالة العسكرية. ومع ذلك، تتم مناقشة بشأن ما إذا كانت أو لم تكن تنتمي فعلا لها.[2]

### القرن الـ15 قبل الميلاد
- 1479 ق.م-1458 ق.م[3] - عهد حتشبسوت. فمن الممكن أنها قادت حملات عسكرية ضد النوبة وكنعان[4]

### القرن الـ13 قبل الميلاد
- القرن الـ13 ق.م[5] - الفترة الزمنية المقدرة لحرب طروادة. ووفقا للمصادر القديمة، شاركت العديد من النساء في المعركة. حرب طروادة هي واحدة من أولى الحالات المزعومة للمرأة بلبس ملابس الرجال للقتال، كما هو في حالة إيبيبولي من كاراستوس.[6][7]
- القرن الـ13 ق.م - سيدة فو هاو حرم الإمبراطور الصيني وو دينغ، قادت 3,000 رجل في معركة خلال اسرة شانغ.[8] وكانت فو هاو قد دخلت الأسرة المالكة عن طريق الزواج واستغلت المجتمع العبودي شبه الأمومي للارتقاء بالرتب.[9] وتم التعرف على فو هاو من قبل العلماء الحديثين أساسا من النقوش على تحف اسرة شانغ والعظام المكتشفة في يوانجو.[10] النقوش تظهرها تقود حملات عسكرية عديدة. حاربت تو ضد شانغ للأجيال عديدة حتى هزموا أخيرا من قبل فو هاو في معركة حاسمة واحدة. حملات أخرى ضد القرى المجاورة يي، تشيانغ، وبا، تذكر هذه الأخيرة خاصة وأن أقرب سجل كمين على نطاق واسع في التاريخ الصيني. مع ما يصل إلى 13,000 جندي وجنرال مهمين في تشى وهوى قاو يعملون تحت أمرها، وكانت القائد العسكري الأقوى في حينها.[11] ويؤكد هذا الوضع غير العادي للغاية من قبل العديد من الأسلحة، بما في ذلك بلطة المعارك، التي استخرجت من قبرها.[12]
- القرن الـ13 ق.م - سافرت ديبورا، قاضية من إسرائيل، مع باراك، الذي قاد جيشها، على حملة عسكرية في قادش، وفقا لسفر القضاة 4 - القرن الـ13 قبل الميلاد: 10/06.[13]

- القرن الـ13 ق.م - اغتالت ياعيل  سيسرا، وهو جنرال متراجع الذي كان عدوا لإسرائيل، وفقا سفر القضاة 5: 23- 27.[15]
- 1200-1000 ق.م تقريباً -  ريجفدا (RV 1 وRV 10) يذكر محاربة إنثى اسمها فيشبالا، فقدت ساقها في المعركة، وكانت لها بدلها ساق حديدية ا، وعادت إلى الحرب.[16]

### القرن الـ11 قبل الميلاد
- القرن ال11 ق.م[17] -وفقا لجيفري مونماوث، خاضت الملكة جويندولين حربا ضد زوجها، لوكرينوس، في معركة على عرش بريطانيا. هزمته وأصبحت الحاكمة.[18] ومع ذلك، لا يُعتبر جيفري مونماوث مصدر تاريخي غير موثوق به.[19]

### القرن الـ10 قبل الميلاد
- القرن 10الـ ق.م [20]- وفقا للتاريخ الأسطوري اليوناني، غزا ميسيني إقليم وأسس المدينة في حوالي هذا الوقت.[21][22][23][24]

### القرن الـ9 قبل الميلاد
- أواخر القرن التاسع ق.م القرن - الثامن ق.م - حكمت شامورامات (سميراميس) الإمبراطورية الآشورية.[25][26] وكانت أول امرأة تحكم إمبراطورية دون رجل يحكم معها،[27] ويعتقد ان الملكة المحاربة الاسطورية سميراميس مستوحات منها.[28]
- في وقت متأخر من القرن التاسع-الثامن ق.م[29] -وفقا لجيفري مونماوث، الملكة كورديليا، المبنية عليها شخصية  لشكسبير الملك لير، قد اشتبك أبناءها من أجل السيطرة على مملكتها.[18] ومع ذلك، لا يعتبر جيفري مونماوث مصدر تاريخي موثوق بها.

### القرن الـ8 قبل الميلاد
- 732 ق.م - الوقت التقريبي لعهد الملكة سامسي، وهي ملكة عربية والتي قد تكون خليفة زابيبي.[30] ثارت ضد تغلات بلاصر الثالث.[31][32][33]

### القرن الـ7 قبل الميلاد
- 660 ق.م -وينسب للسيدة شو مو في إنقاذ مدينة واي من الغزو العسكري مع نداءاتها للمساعدات.يدين شعب واي لها لجلبها الإمدادات، والحصول على مساعدات عسكرية وإعادة بناء الدولة. وهي أيضا أول شاعرة سجلت في التاريخ الصيني.[34]
- 654 ق.م -تأسست لامبساكوس من قبل اليونانيين.[35] وفقا للتاريخ الأسطوري اليوناني، كتبت في قرون لاحقة. وهي امرأة بيبرايسيسية اسمها لامبسايس أبلغت الإغريق عن مؤامرة تحاك ضدهم من قبل منطقة بيبرايسس، وبالتالي مكنتهم من التغلب على المنطقة وأوجدوا المدينة، التي سميت بأسمها تكريما لها.  وسجدوا لها بوصفها آلهة.[36][37][38]

### القرن الـ6 قبل الميلاد
- السادس خلال القرن الرابع ق.م - دفنت امرأة مع أسلحة ومجوهرات على الحدود بين كازاخستان وروسيا في ذلك الوقت تقريبا.[39]
- القرن السادس ق.م - فيرتيما (ملكة سايرينيان) تقود جيشاً[40][41][42][43][44]
- 530 ق.م - المؤرخ هيرودوت [45]، وسجلت أن ملكة تومريس من ماساجيتا حاربت وانتصرت على كورش الكبير.[46]
- 510 ق.م - الشاعرة اليونانية تيليسيلا، دافعت عن مدينة أرغوس ضد اسبرطة.[47][48][49][50][51]
- 506 ق.م - كلويليا، وهي فتاة رومانية[52] أعطيت كرهينة للاتروريون، هربت خاطفيها وقادت عدة أشخاص آخرين إلى بر الأمان.[53]

### القرن الـ5 قبل الميلاد
- القرن الخامس ق.م - سيدة يو تدرب جنود من جيش الملك غوجيان من يو. .[54]
- القرن الخامس ق.م - وصف المؤرخ اليوناني هيرودوت[55] الأمازونيات.[56]
- مبكرا في القرن الخامس ق.م - حاول الجنرال الروماني كوريولانوس مهاجمة روما [57] مع مساعدة من فولسيانس. والدته فيتيوريا وزوجته على حد سواء كان لهما الفضل في إقناعه بالتوقف عن ثأره ضد روما. هناك الآن بعض الشكوك فيما يتعلق بالقصة التاريخية لدى العلماء الحديثين.[58]
- 480 ق.م -كانت آرتميس الأولى، ملكة هاليكارناسوس، قائدة بحري ومستشارة زركسيس (خشایارشا الأول) في معركة سلاميس.[59][60][61]
- 480 ق.م[62] - الغطاسة اليونانية هايدنا ووالدها قاما بتخريب سفن العدو قبل المعركة الحاسمة، مما تسبب في انتصار اليونان .[63]
- 460-370 ق.م - العمر التقريبي للأبقراط [64]، الذي كتب سارماتيون، سكوثيون والنساء والمعارك. .[65]
- في وقت متأخر من القرن الرابع:[66] كتسياس يسجل قصة زارينيا، وهي امرأة من الساكا شاركت في المعركة. .[67]
- 403-221 ق.م - وخلال حقبة الممالك المتحاربة في الصين، كتب[68] سون تزو تقرير معاصر كيف ان، هو لو ملك وو، أراد اختبار مهارته بأمره تدريب جيش من 180 امرأة. 
[69]

### القرن الـ4 قبل الميلاد
- القرن الرابع ق.م - ويعتقد ان أونوماريس عاشت في هذه الفترة الزمنية [70] وفقا لتراكتاتوس دي موليريبوس، فقد قادت شعبها للهجرة إلى أرض جديدة وغزوا السكان المحليين. .[71]
- القرن الرابع ق.م - رافقت ساينان، نصف اخت الإسكندر الأكبر، والدها في حملة عسكرية وأسفرت عن مقتل زعيم الإليرية اسمه كايريا في نقتال يد-ليد، وهزمت الجيش الإليري . .[72]
- القرن الرابع ق.م -[73]  الفيلسوفة الفيثاغورسية، تيماتشيا، تم اعتقالها من قبل جنود صقلية خلال المعركة. وكانت هي وزوجها الناجين الوحيد. وحظت بشعبية جارفة لتحديها له بعد القبض عليها، لأن أثناء استجوابها من قبل طاغية صقلية، قامت بقضم لسانها وبصقته عند قدميه.[74]
- القرن الرابع ق.م -  الدولة الصينية شانغ يانغ كتب كتاب أمير شانغ[75]، والذي أوصى به بتقسيم أفراد الجيش إلى ثلاث فئات. رجال أقوياء، ونساء قويات، والضعفاء وكبار السن من كلا الجنسين. وأوصى بأن الرجل القوي بمثابة خط الدفاع الأول، وأن المرأة القوية للدفاع عن الحصون وبناء الفخاخ، وأن الضعفاء وكبار السن من كلا الجنسين للسيطرة على سلسلة التوريد. وأوصى أيضا بأن هذه الفئات الثلاث لابد أن لا تتداخل، على أساس أن ذلك من شأنه أن يضر الروح المعنوية.[76]
- 339 قبل الميلاد - أصبحت مانيا مرزبان  [77] داردانوس. وصفها بوليانوس لها كركوبها عربة المعركة، وتجري مثل الجنرال المميز وكانت لم تهزم ابداً .[78]
- 335 قبل الميلاد - تيموكليا، بعد تعرضها للاغتصاب من قبل أحد جنود الإسكندر الأكبر خلال هجومه على طيبة، دفعت المغتصب من روعها في بئر وقتلته. وكان الكسندر معجبا جدا بمكرها له في إغرائه إلى البئر وأمر أن يطلق سراحها، وأن لا تعاقب بتهمة قتل أحد جنوده .[79]
- 333 قبل الميلاد - ستاتيريا الأولى رافقت داريوس الثالث عند ذهابه إلى الحرب. وكان ذلك سبب اعتقالها من قبل الإسكندر الأكبر بعد معركة أسوس في بلدة أسوس.[80] وكان أفراد الأسرة من الإناث الأخريات، بما في ذلك درايباتيس، ستاتيريا الثانية، وسيسايغامبيس تم القبض عليهن كذلك. .[81]
- 332 قبل الميلاد -أرهبت الملكة النوبية، كانديس مروي الإسكندر الأكبر بجيشها واستراتيجيتها في حين تصدت له، مما دفعه لتجنب النوبة، بدلا من ذلك توجه إلى مصر، وفقا سيدو-كاليسثينيس.[82] ومع ذلك، لا يعتبر سيدو-كاليسثينيس مصدر موثوق به، وأنه من الممكن أن الحدث بأكمله عبارة عن خيال.[83] وتشير الروايات التاريخية الأكثر موثوقية أن الإسكندر لم يكن ليهاجم النوبة ولم يكن ينوي التحرك جنوبا أبعد من واحة سيوة في مصر. .[84]
- 331 ق.م الاسكندر الأكبر وقواته أحرقوا برسيبوليس عدة أشهر بعد الاستيلاء عليها. تقليدا لتاي (هيتارا الذي رافق الكسندر في حملاته) اقترح ذلك عندما كانوا في حالة سكر، ولكن السجلات الأخرى تقول أنه قرار قد نوقش سابقا. .[85]
- يناير 330 ق.م - يوتاب تحارب ضد اليوناني المقدوني الملك الإسكندر الأكبر في معركة بوابة فارس. .[86]
- 320 ق.م -استسلمت كليوفيس إلى الإسكندر الأكبر بعد أن حاصر مدينتها .[87][88]
- 318 ق.م - يوريديس الثالث المقدوني قاتل بوليبيرخون وأوليمبياس. .[89]
- 314 ق.م - 308 ق.م -قادت كراتيسيبوليس جيشا وأجبرت المدن الخضوع لها  .[90][91]

### القرن الـ3 قبل الميلاد
- في وقت مبكر من القرن الثالث ق.م - قادت الامبراطورة الاسطورية جينجو اليابان إلى غزو كوريا في هذا الوقت، ومع ذلك، تعتبر القصة خيالية من قبل العديد من العلماء. .[92]
- أوائل القرن الثالث ق.م - تصرفت هوانغ جيوجو باعتبارها مسؤولة عسكرية تحت تشين شي هوانغ. وقادت حملات عسكرية ضد سكان شمال الصين. .[93]
- القرن الثالث ق.م - أميرة أسبرطة أراتشيداميا قادت نساء أسبرطة في بناء خندق دفاعي وإلى تقديم العون للجرحى في المعركة أثناء حصار بيروس. .[94][95]
- القرن الثالث ق.م - عثر على قبور لالنساء محاربات دفنت في خلال هذه الفترة بالقرب من بحر آزوف.[96]
- القرن الثالث ق.م - ستراتونيس المقدونية ثارت ضد سلوقس الثاني.[97][98][99][100]
- 295 ق.م -وقد حوصرت فيلا (ابنة أنتيباتر) في سلاميس، وقبرص من قبل ملك مصر بطليموس الأول، وفي نهاية المطاف اضطرت للاستسلام، وتمت معاملتها بطريقة مشرفة وإرسالها جنبا إلى جنب مع أولادها في أمان إلى مقدونيا.
- 279 قبل الميلاد - خلال الغزو الغالي لليونان دخلت قوة غالية كبيرة في أيتوليا. النساء وكبار السن انضموا في الدفاع عنها. .[101]
- 272 ق.م - عندما هاجم بيروس سبارتا، نساء المدينة ساعدن في الدفاع، بمساعدة تشيلونيس. .[102][103][104]
- 272 ق.م - بيروس الإبيري، الفاتح ومصدر الانتصار باهظ الثمن على المدى، وفقا لفلوطرخس توفي أثناء القتال معركة حضرية في أرغوس عندما ألقت امرأة عجوز بلاط سقف في وجهه، اذهلته  مما سمح للجندي الآرغوسي بقتله. .[105]
- 271  ق.م - تم القبض على مجموعة من النساء القوطية من قبل الرومان في الوقت الذي تقاتلن في نفس زي أقرانهم من الرجال، من خلال ارتداء علامات روما مكتوب عليها، «أمازونيات».[106]
- 217 ق.م - أرسينوي الثالثة من مصر رافقت بطليموس الرابع في معركة رافيا. عندما أصبح وضع المعركة سيئا، ظهرت للقوات وحثتهم على القتال للدفاع عن أسرهم. كما وعدت باثنين من  الذهب لكل واحد منهم إذا فازوا في المعركة، وهو ما فعلوه. .[107]
- 216 ق.م -تم تسجيل بوسا من كانوسا دي بوليا كأحدى الجنود الفارين من هانيبال - 216 قبل الميلاد .[108][109][110]
- 203 ق.م - صفنبعل، وهي قرطاجية، انتحرت بدلا من استسلامها إلى الرومان كأسيرة حرب.[111]

### القرن الـ2 قبل الميلاد
- القرن الثاني ق.م - أقنعت الملكة ستراتونيس دوسيموس إلى ترك معقله، واسرته .[112]
- القرن الثاني ق.م -قد كتب كتاب جوديث ربما في هذا الوقت.[113] فهو يصف جوديث إلى اغتيال هولوفيرنيس، عدو عام.[114] ومع ذلك، يعتبر هذا الحادث من قبل المؤرخين خيالي بسبب المفارقات التاريخية داخل النص. .[115]
- أواخر القرن الثاني ق.م[116] – أماجي، ملكة سارماتيان، هاجمت أمير سيثيا الذي أغار على المحميات التابعة لها. كانت تستقل إلى سيثيا مع 120 محارب، حيث قتلت حراسه، وأصدقائه وعائلته، وفي نهاية المطاف، قتلت الأمير نفسه. وسمحت لابنه للعيش على شرط أن يطيعها. .[117]
- 186 قبل الميلاد - تشيومارا، أميرة بلاد الغال اختطف في معركة بين روما وبلاد الغال واغتصبت من قبل قائد المئة. بعد الانقلاب أمرت بقتله من قبل رفيقاتها، وأخذت رأسه ثم ألقت برأسه إلى زوجها. .[118]
- القرن الثاني ق.م - وأبلغت الملكة رودوجون من بارثيا بتمرد في حين كانت تستعد لحمامها. نذرت بعدم تفريش شعرها حتى ينتهي التمرد. وخاضت حربا طويلة لقمع التمرد، وفازت عليه دون كسر نذرها. .[119]
- 138 قبل الميلاد -وجد الروماني سكستوس جونيوس بروتوس أنه في وسيتانيا كانت النساء «تقاتل وتهلك في مجموعات مع الرجال ولا تنقصهم الشجاعة ولا تبكي حتى في خضم الذبح». وأشار أيضا إلى أن نساء براكاري «يحملون السلاح مع الرجال، ويقاتلن دون الالتفات، ولا ينظرن إلى خلفهن، وحتى لايتفوهن بصرخة». [120]
- 131 ق.م -قادت كليوبترا الثانية تمرد ضد بطليموس الثامن، واقتادوه وكليوباترا الثالثة خارج مصر. .[121]
- 102 ق.م - استغرق معركة بين الرومان والتوتونيون الأمبرونيون في أكوي سيكستاي مكان خلال هذا الوقت . وصف فلوطرخس أن "المعركة كانت لا تقل شراسة مع النساء منه مع الرجال أنفسهم ... والنساء مدججات بالسيوف والفؤوس ويطلقن على خصومهن بكلمات بشعة". ."[122]
- 102/101 ق.م[123] - ماريوس الجنرال العام للرومان خاض حربا ضد توتونيون سيمبريانس. رافقت نساء سيمبريانس رجالهم إلى الحرب، أنشأت خط في معركة مع عرباتهم وحاربت بالأقطاب والرماح[124]، وكذلك العصي والحجارة والسيوف.[125] وعندما رأت المرأة السيمبريانسية  أن الهزيمة باتت وشيكة، قتلن أطفالهن وانتحرن بدلا من ان تؤخذن أسرى. .[126]

### القرن الـ1 قبل الميلاد
- القرن الأول ق.م[127] - هايبسيكراتيا قاتلت في عدة معارك.[128]
- 41-40 ق.م - تورطت فولوفيا في حرب بيروساين لم يتفق العلماء على مدى تورطها .[129]
- 27 ق.م −21 ق.م - أماني ريناس تقود جيش كوش ضد الرومان.[130][131]

### القرن الـ1 الميلادي
- القرن الأول الميلادي[132] - فاليريوس مكسيموس تصف بفرس النهر كمثال على العفة في الحرب، لأنها انتحرت بدلا من أن تأسر من قبل العدو واشاد اليونانيين لذلك. .[133]
- القرن الأول - تم دفن امرأة مع سيف في تبريز، إيران. تم اكتشاف المقبرة عام 2004.[134]
- القرن الأول - كارتيماندوا، ملكة بريجانتس، تتحالف مع الإمبراطورية الرومانية ضد البريتونس الآخرين.[135]
- القرن الأول - كتب المؤرخ تاسيتوس أن ترياريا، زوجة لوسيوس فيتليوس الأصغر، اتهمت بتسليح نفسها وحمل السيف والتصرف بغطرسة وقسوة، في تاراسينا، المدينة التي قبض عليها فيها .[136][137]
- القرن الأول - هناك العديد من المراجع الرومانية التاريخية لمجالدات إناث في هذه الفترة الزمنية.[138]
- القرن الأول—القرن الخامس: دفنت أربع نساء في بوم سناي، كمبوديامع سيوف معدنية. ويعود تاريخ المقابر تقريبا في هذه الفترة الزمنية، وتم اكتشافها في 2007.[139]
- 9 م - توسنيلدا، أميرة جرمانية، هربت مع أرمينيوس، مما اثار أرمينيوس لبدء تمرد ضد والدها عندما اتهمه بإغوائها. .[140]
- 14–18 - قاد لو مو، وهو فلاح الصيني المعروف أيضا باسم الأم لو، تمرد ضد وانغ مانغ. .[141]
- 15 - أغريبينا الكبرى تدافع عن جسر على نهر الراين. .[142]
- 21 -اندلع نقاش حول ما إذا كانت أو لم تكن زوجات حكام الرومان يجب أن تصاحب زوجها في المحافظات . وقال كيسينا ساويرس أنه لا ينبغي لهن، لأنه «موكب بين الجنود» وان «المرأة ترأس في التدريبات من الأفواج ومناورات الجحافل». [143]
- 40 - ثورة الأخوات ترونغ ضد الصينيين في فيتنام.[144] فونج ثي شينه ينضم اليهم. .[145]
- 60-61 - بوديكا، ملكة سلتيك يكيني في بريطانيا، تقود انتفاضة عارمة ضد القوات الرومانية المحتلة.[146] ذكر سوتونيوس أن جيشها يحوي النساء أكثر من الرجال. .[147]
- 69-70 - تمارس فيليدا من قبيلة جرمانية بوكتيري قدرا كبيرا من النفوذ في تمرد بتفين. كانت معروفة كقائدة إستراتيجية، كاهنة، نبي، وكآله مجسد .[58]

### القرن الـ2 الميلادي
- في هذه الفترة،[148] يصف بوسانياس عيد الأضاحي إلى آريس جاينيكوثوناس في تيجيا الذي سمح للنساء فقط بالمشاركة، المستحقة لهم بعد أن هزمن لاكونيا دون مساعدة من الذكور. .[149]
- 170-174: فوستينا الصغرى ترافق زوجها إلى الحرب في ألمانيا، واعتبرت «أم الجيش» بعد واحدة من انتصاراته.[150]
- 195 – رافقت جوليا دومنا زوجها الإمبراطور سيبتيموس سيفيروس، في حملاته في بلاد ما بين النهرين.[151]

### القرن الـ3 الميلادي
- القرن الثالث- زنوبيا، ملكة تدمر، قاد الجيوش في المعركة ضد الإمبراطورية الرومانية. .[152]
- 248 - قادتتريو ثي ترينه تمرد الصينيين في فيتنام. .[153]
- القرن الثالث: امرأتان محاربتان من منطقة الدانوب في أوروبا، وصفت بأنهما من الأمازون، خدمن في وحدة عسكرية رومانية، ودفن في بريطانيا. اكتشفت البقايا في عام 2004 .[154]

### القرن الـ4 الميلادي
- القرن الرابع - كقائدة عسكرية للإمبراطور الصيني، تولت لى شيوى مكان والدها وهزمت المتمردين .[155]
- 375[156] - الملكة مافيا تقود قوات ضد الرومان.[157]
- 378 – 378 - نظمت الامبراطورة الرومانية ألبيا دومينيكا شعبها في الدفاع ضد غزو القوط بعد وفاة زوجها في المعركة. .[158]
- 450 -دفن امرأة من الموشي مع هراوتي حرب  وثمانية وعشرين رمح . واكتشف القبر في أمريكا الجنوبية في عام 2006، وهو القبر الأول لامرأة من الموشي يحتوي على أسلحة. .[159]